# Гая Афранія
Гая Афранія (*Caia Afrania, прибл. 110 до н. е. — 48 до н. е.) — правник часів Римської республіки.

## Життєпис
Походила з плебейського роду Афраніїв. Донька Авла Афранія. Замолоду вийшла заміж за сенатора Ліцинія Буккона. Гая не відстоювала свої інтереси в суді через адвоката, як було заведено. Виконувала ці обов'язки особисто, демонструючи гарне знання правових та риторичних навичок.
Багато разів виступала як обвинувач у процесах перед претором і заважала нормальній роботі суду. Увійшла в приказку як символ жіночої безсоромності. Щоб припинити її діяльність, претор видав едикт, що забороняє жінкам виступати в суді від імені інших осіб. Афранія померла у 48 році до н. е.